# 伊万·斯米尔诺夫
伊万·尼基奇·斯米尔诺夫（俄语：Иван Никитич Смирнов；1881年—1936年8月25日），苏联政治家。
1923年至1927年担任苏联邮政与通信人民委员部委员。1927年，他签署了列夫·托洛茨基发起的46人声明。列宁死后，斯米尔诺夫参加要求罢免约瑟夫·斯大林的政治活动。1927年11月11日，他被罢免人民委员职务。一个月后，斯米尔诺夫在联共（布）十五大上被开除出党。1927年12月31日，被判处三年流放。
1929年10月，斯米尔诺夫宣布“与托洛茨基主义决裂”，因此在1930年5月被恢复联共（布）的党籍并在苏联重工业人民委员部里被委以职务。1933年1月14日，斯米尔诺夫因受到“反党集团”的牵连而被捕，并再度被开除党籍。4月14日，被判处五年劳动改造。尚在监禁期间，斯米尔诺夫就被送上第一次莫斯科审判的被告席，于1936年8月24日被判处死刑，翌日被执行枪决。1988年获得平反。